# Bienaimé (géant processionnel)
Pour les articles homonymes, voir Bienaimé.

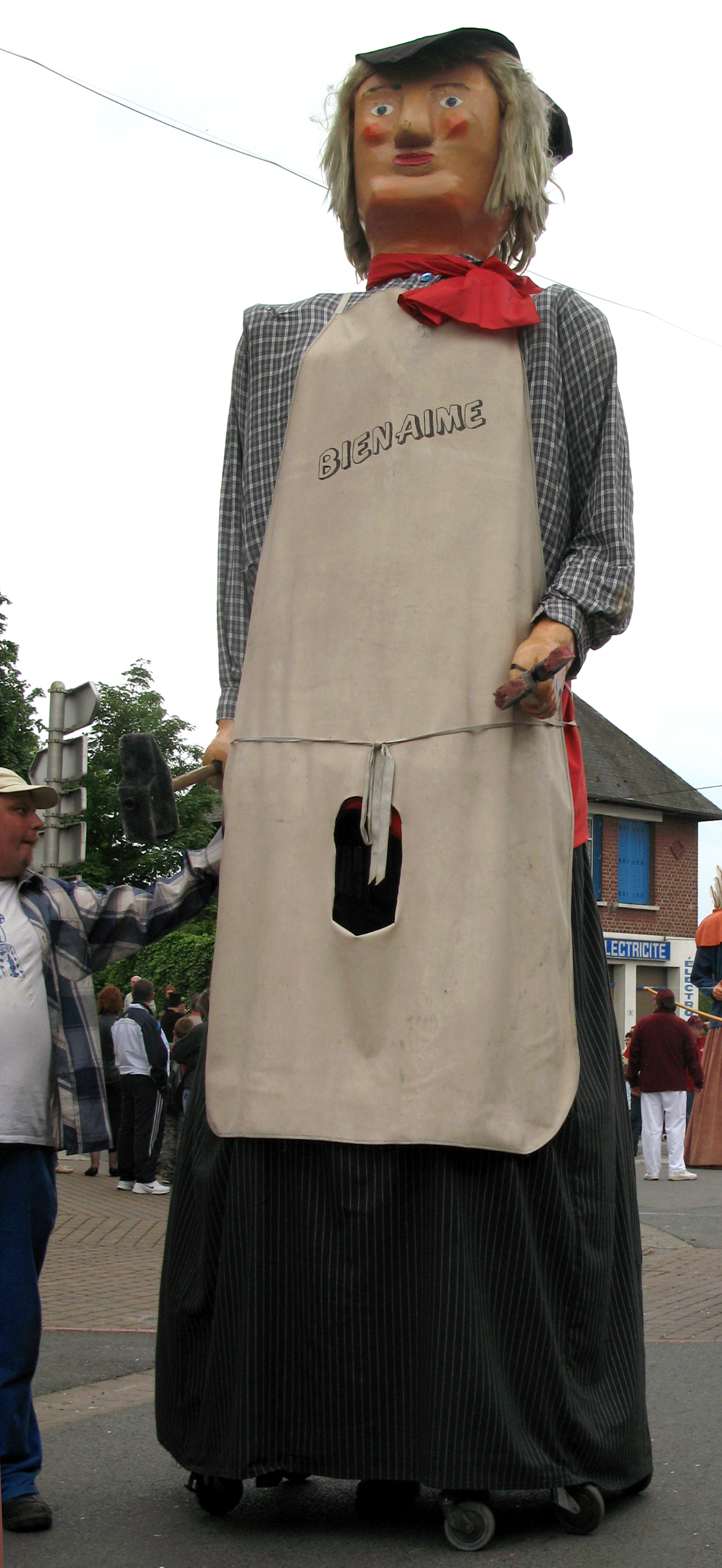
Les attributs de Bienaimé sont le tablier de cuir, le marteau et la pince tenant un fer à cheval.

Bienaimé est un géant de processions et de cortèges inauguré en 1996 et symbolisant la localité d'Armbouts-Cappel, en France.
Le géant, représentant un maréchal-ferrant, a une hauteur de 4,20 m et un poids de 75 kg, il ne nécessite qu'un seul porteur. Le diamètre du panier est de 1,40 m à la base.
Bienaimé, qui a la particularité de pouvoir être aussi bien porté que roulé, tient un marteau dans la main droite et une pince avec un fer à cheval rougi dans la main gauche.

## Pour approfondir